# 堕落之血事件

堕落之血瘟疫在游戏中的铁炉堡发作时的螢幕截图（英文）

堕落之血（英語：Corrupted Blood）本是电脑游戏《魔兽世界》中会传染游戏角色的一种虚拟瘟疫。疫情始于2005年9月更新的一位新BOSS“灵魂剥夺者-哈卡”。在交战过程中，哈卡会向玩家施放一个消耗生命值和具有高度传染性的减益咒语，即堕落之血。这个咒语原本只持续一小段时间，并且只在该地图内起作用，但玩家很快就在无意中通过一个游戏漏洞将瘟疫传播到整个虚拟世界。于是一场瘟疫大流行接踵而至，并迅速杀死了无数低级玩家和部分NPC，彻底改变了正常的游戏玩法，玩家不得不尽其所能避免感染。尽管采取了程序员强加的隔离措施，并疏散玩家逃离人口稠密的城市（甚至避免上线），但失控的瘟疫大流行却一直持续到游戏补丁和数据重置双管齐下之后才终于停歇。
该事件的条件和反应吸引了流行病学家的注意，因为它与现实生活中流行性疾病的相似性极高，并引起了国际性的新闻关注。

## 瘟疫的源头与爆发
疫情开始于2005年9月13日。魔兽世界的开发商暴雪娛樂在当天发布了游戏的1.7版更新程式，其中包括新的地下城副本“祖尔格拉布”（Zul'Gurub）。新副本中有头目“哈卡——灵魂剥夺者”，又被称为“血神”。与哈卡战斗时，哈卡会随机对玩家角色施放名为“堕落之血”的瘟疫。被感染的角色每隔几秒鐘便会受到250-300点伤害（与此对照，高等级的角色有约2,500-5,000点生命力，中等级约1,500点）。附近的其他角色如不迅速散开也会被传染。由于寵物（跟随玩家，由玩家控制协助战斗的动物）也會被感染，如果玩家把已感染瘟疫的寵物收起來，瘟疫仍然會保留在寵物上，不會因離開副本而消失，在其他地方放出來時會感染其他玩家。虽然低级别的角色会在几秒钟内被瘟疫杀死，但高级别的角色却因拥有较高生命力并可以使用治疗法术而存活下来，NPC和角色的宠物也是瘟疫得以传播的重要因素。
按暴雪娱乐的设计原意，瘟疫只应出现在与地下城最终头目哈卡的战斗中。哈卡向玩家散播瘟疫，迫使玩家迅速调整站位以避免传染。由于瘟疫致死性很高，以至于感染瘟疫的角色不可能活着离开副本，暴雪娱乐相信这使瘟疫自我限制，无法传播到副本之外的地区。但暴雪娱乐没有注意到游戏机制上的一些设计漏洞。瘟疫也可以感染生命值极高的非玩家角色，并且被感染的玩家仍然可以启动传送技能，将自己瞬间移动到遥远的地区。瘟疫因为这些有利条件而迅速扩散。

## 瘟疫的范围和影响
在魔兽世界中，角色的死亡不是永久性的，而且很快就可以复活，但仍然会為玩家带来损失和不便。几天之内，堕落之血就成为了魔兽世界中的黑死病，正常的游戏流程因为大瘟疫而陷入瘫痪。
玩家对瘟疫的反应各不相同，但与现实疫情有不少相似之处。一些拥有治疗技能的玩家自愿提供帮助，一些缺乏技能的低等级玩家引導别人离开疫区，一些玩家逃亡到没有瘟疫的地方，也有玩家故意传播瘟疫。暴雪娱乐尝试采用隔离措施限制瘟疫，但未能成功。人口密集的城市地区被抛弃，玩家纷纷到乡村地带避难，城市街道上一度布满因为瘟疫死亡的尸体。
最后，暴雪娛樂直接修改了哈卡的這項能力，在修改之後，哈卡仍然会在战斗中对随机玩家施放名為“堕落之血”魔法，但魔法效果被改成一道红色的闪电，不再以瘟疫的形式在玩家之间传播，問題就此解決。这次瘟疫的大范围爆发（很多服务器中有半数以上的角色被感染）引起了现实世界中很多媒体的广泛关注。
2007年3月，以色列內蓋夫本-古里安大學流行病学家兰·D·巴利瑟在《流行病学》杂志发表了一篇文章，描述了堕落之血瘟疫与近来SARS和禽流感的相似之处。巴利瑟表示，電子角色扮演遊戲可以提供高级的研究平台，用来建立傳染病传播的研究模型。《科学》杂志的一篇文章随后建议电脑游戏第二人生也可以被作为研究平台。
2007年8月，塔夫斯大学公共健康与家庭医学助理研究教授尼娜·费佛曼呼吁针对这次虚拟瘟疫事件与现实瘟疫的相似性进行研究。一些科学家准备以虚拟环境作为参照，研究人们会如何应对环境中的疾病。
此外，美国疾病控制与预防中心也向游戏开发商请求得到这次瘟疫暴发的数据，以研究应对现实世界中的疫情。